# Sauce Beauharnais
La sauce Beauharnais est une variation de la sauce béarnaise, montée avec un beurre d'estragon,.